# کولیگوو
کولیگوو (به لهستانی:  Kuligów) یک روستا در لهستان است که در گمینا دانبرووکا واقع شده‌است. کولیگوو  ۳۹۴ نفر جمعیت دارد.